# Juan de Prado
Pour l’article homonyme, voir Juan de Prado Mayera Portocarrero y Luna.
Juan de Prado est né en 1612 en Espagne et mort à Anvers (actuelle Belgique) en 1670. C'est un philosophe rationaliste marrane, considéré comme l’un des mentors de Baruch Spinoza.

## Biographie
Juan de Prado naît en Espagne vers 1612 de parents conversos, crypto-Juifs, socialement marginalisés et sous la surveillance permanente de l'Inquisition. Il étudie la théologie à l'université d'Alcalá de Henares en Espagne, en compagnie de son ami et futur contradicteur, Balthazar (Isaac) Orobio de Castro, et la médecine à celle de Tolède où il obtient son diplôme en 1638. C'est là qu'il se fait connaître comme crypto-juif militant pour ramener les marranes à leur religion originelle malgré l'oppression inquisitoriale, et se reconvertit clandestinement au judaïsme. Il reste toutefois en Espagne, exerçant la médecine à Andujar en Andalousie, avant d'être dénoncé à l'Inquisition.
Fuyant vers Amsterdam, dans les années 1650, via Rome et Hambourg où habite sa mère en 1656 - et où il prend le prénom juif de Daniel -, il s'installe dans la communauté juive amstellodamoise, composée de marranes portugais et espagnols. Il intègre la congrégation Talmud Torah et reprend son activité de médecin. Avide lecteur de Maïmonide et Crescas, il fréquente les cours de Rabbi Saül Levi Morteira sur la loi juive. Là, il fait la connaissance de Spinoza. Selon M. Rovere, il a moins influencé Spinoza par le contenu de ses idées que par le style provocant avec lesquelles il les diffusait,.
Avec Uriel da Costa avant lui, il ne tarde pas à exprimer des opinions hétérodoxes, s'attaquant au caractère révélé de la Loi juive (écrite ou orale), à la supériorité du judaïsme sur les autres confessions à la nature de Dieu et à l'immortalité de l'âme.
En 1656, menacé de sanction, il lit à la synagogue un insincère repentir, l'été où Spinoza est frappé par un véhément ḥerem (décision d'exclusion religieuse), pour des raisons analogues. Persistant dans ses opinions, il s'expose néanmoins au même sort que son ami l'année suivante. Toutefois, contrairement à Spinoza qui, lui, n'avait rien tenté pour se prémunir contre l'exclusion et se préparait déjà à vivre au ban de la communauté juive, Juan de Prado refuse la sentence, demande aux responsables de la communauté de Hambourg d'intervenir (en vain) en sa faveur et tente de continuer à vivre dans la communauté. Celle-ci refusant de lever la sanction, il part finalement vivre à Anvers en 1659 où il meurt accidentellement vers 1670 alors qu'il allait se remarier.
Ses idées sont principalement connues par la réfutation qu'en fait Balthazar (Isaac) Orobio de Castro qui fait de Prado un déiste.